# Стрелков, Юрий Константинович
Юрий Константинович Стрелков (1943—2013) — советский и российский учёный-психолог, доктор психологических наук, профессор.
Специалист в области инженерной психологии, автор многих научных работ, включая монографии.

## Биография
Родился 4 сентября 1943 года в селе Духовское Гродековского района Приморского края.
В 1961—1962 учился в военном училище по специальности «электрик систем управления межконтинентальных ракет». Не окончив его, в 1962 поступил на заочное отделение механико-математического факультета Московского государственного университета. В 1963 году перевёлся на философский факультет МГУ, отделение психологии. В 1969 году окончил университет и, получив диплом психолога, работал в отделе эргономики Всесоюзного научно-исследовательского института технической эстетики.
С 1972 года Юрий Стрелков вернулся в родной вуз и работал на факультете психологии МГУ, где прошел путь от ассистента до профессора кафедры — с 2002 по 2013 год он заведовал кафедрой психологии труда и инженерной психологии факультета психологии Московского университета, сменив на этом посту Е. А. Климова.
В 1972 году под руководством профессора В. П. Зинченко Юрий Стрелков защитил кандидатскую диссертацию на тему «Микроструктурный анализ преобразований информации человеком». Тема его докторской диссертации — «Психологическое содержание штурманского труда в авиации», защищена в 1992 году.
Под руководством Юрия Константиновича Стрелкова Стрелкова были защищены 36 кандидатских и 1 докторская диссертации. Он являлся членом редколлегии журнала «Вестник Московского университета. Серия 14. Психология», а также Ученого совета факультета и ряда Диссертационных советов.
Умер 8 июля 2013 года в Москве. Похоронен на кладбище Ракитки на территории Новой Москвы.